# Jorge Chanza
Jorge Chanza Zapata (Segorbe, 20 de marzo de 1998) es un futbolista español que juega como guardameta en la UD Ibiza de la Primera Federación.

## Trayectoria
Nacido en Segorbe, se forma como juvenil en el Villarreal CF, Valencia CF y Real Valladolid. El 28 de julio de 2017 firma por el CD Eldense de la Tercera División, aunque quedaría relegado como el suplente del veterano José María Giménez Pérez. El 30 de julio de 2018 se oficializa su fichaje por la UD Ibiza de la Segunda División B para jugar en ambos filiales del club, Ciudad de Ibiza CF y CF Sant Rafel. El 5 de julio de 2021, tras el ascenso del primer equipo a Segunda División, renueva su contrato por un año más.
Logra debutar con el primer equipo el 20 de mayo de 2023 al entrar como sustituto de Germán Parreño en los minutos finales de una victoria por 1-0 frente al Real Zaragoza en la Segunda División, estando ya la UD Ibiza descendida.

## Clubes
Actualizado al último partido disputado el 20 de mayo de 2023.
| Club               | País   | Año       | Partidos |
| ------------------ | ------ | --------- | -------- |
| CD Eldense         | España | 2017-2018 | 0        |
| Ciudad de Ibiza CF | España | 2018-2019 | 14       |
| CF Sant Rafael     | España | 2019-2022 | 47       |
| UD Ibiza           | España | 2022-act. | 1        |